# Piana di Lucca

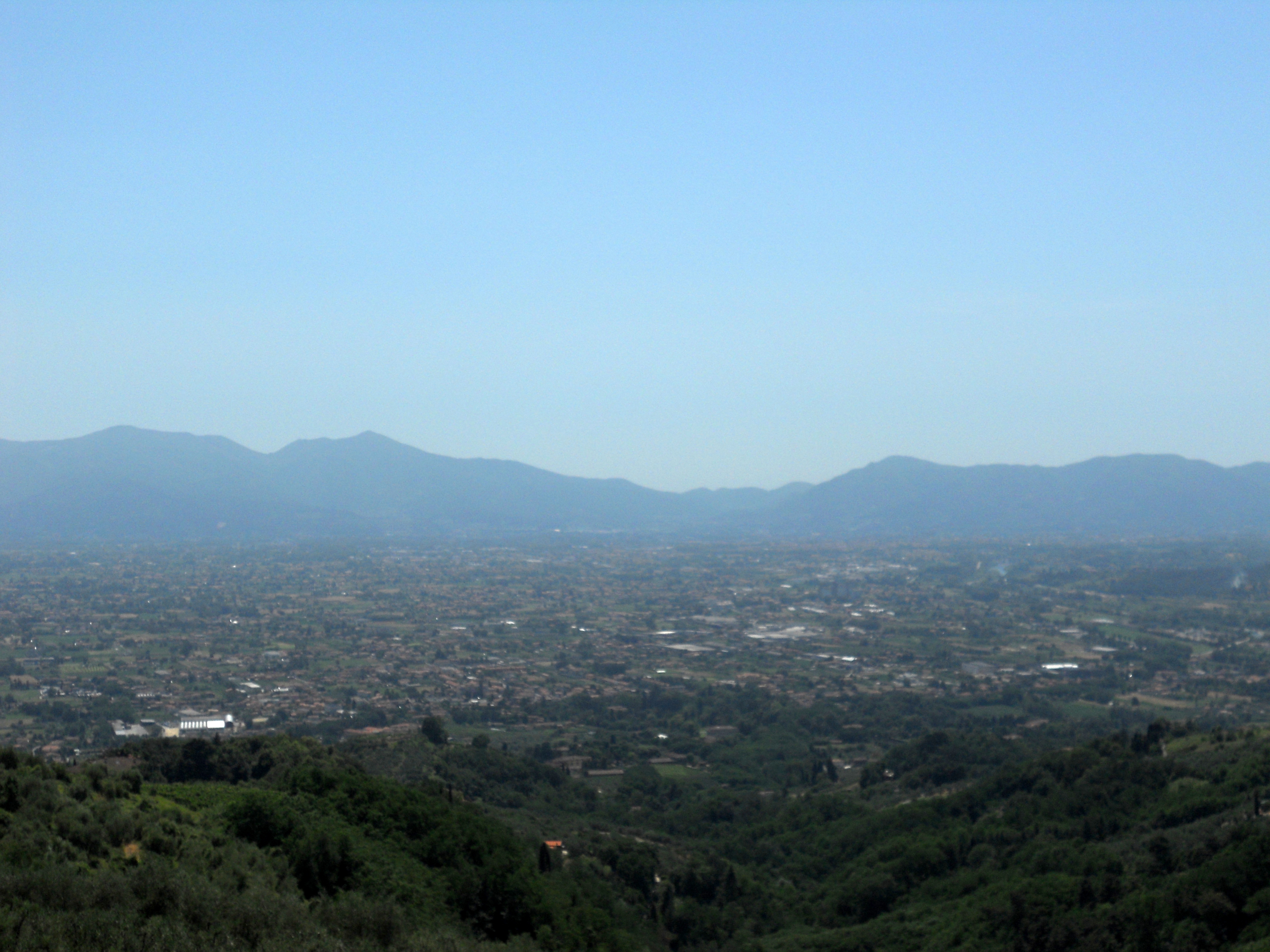
Piana di Lucca: vista a Ovest da Matraia.

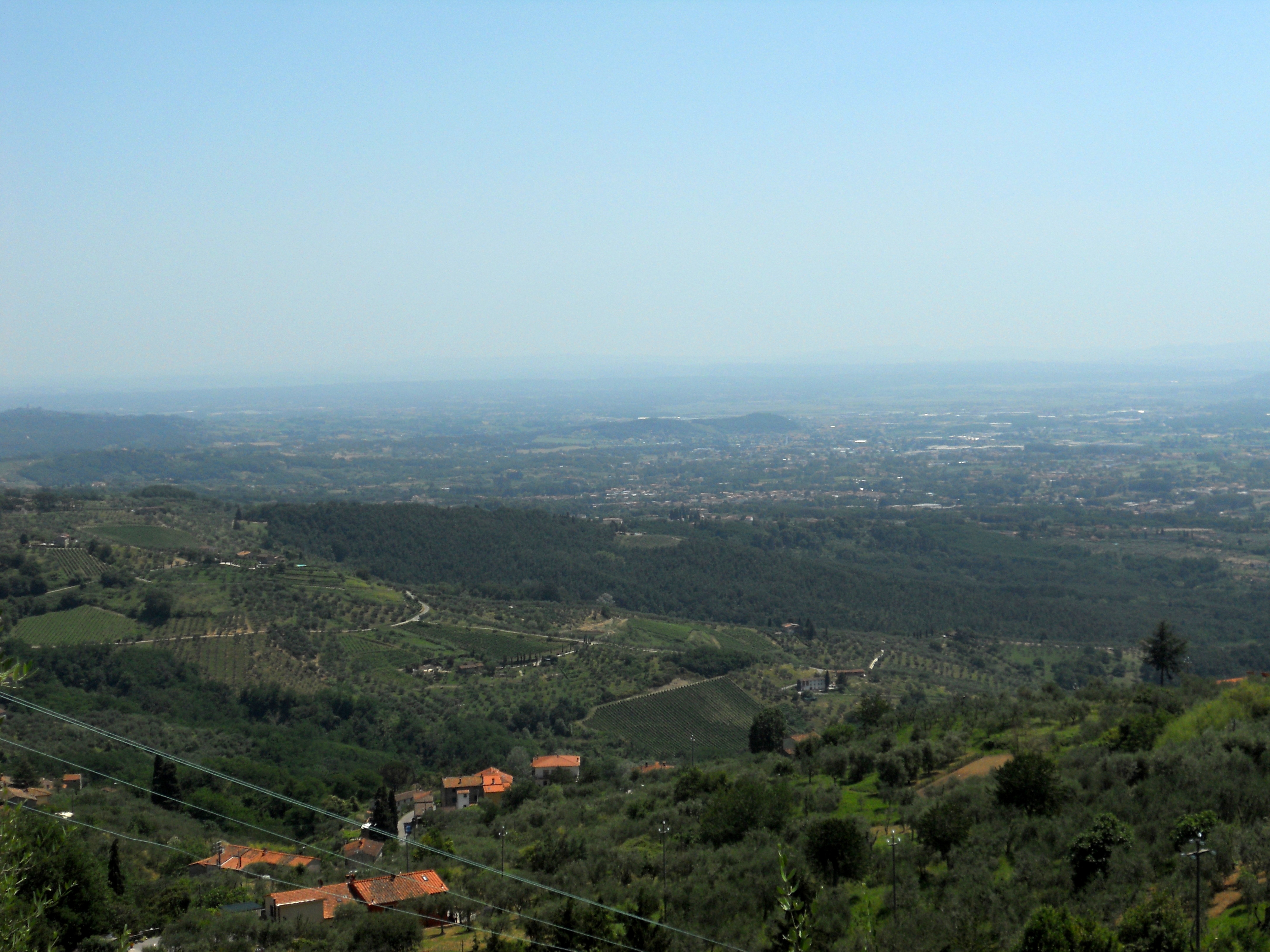
Piana di Lucca: vista a Est da Matraia.

La Piana di Lucca è un'area pianeggiante che si estende attorno alla città di Lucca, comprendente quasi tutta la Lucchesia ed altre aree contigue. Dal punto di vista storico la Lucchesia è precisamente quella parte della pianura (in dialetto "il pian di Lucca") e delle contigue colline e montagne, che appartenne in età moderna allo Stato lucchese (vedi Repubblica di Lucca, Principato di Lucca e Piombino e Ducato di Lucca) e che corrisponde grosso modo alle antiche Sei Miglia. Oggi questo territorio è compreso nei comuni di Lucca, Capannori, Porcari, Villa Basilica ed in parte di quelli di Pescaglia (Val Freddana), Massarosa (Montigiano e Gualdo), Camaiore (Seimiglia camaioresi), Altopascio (Badia di Pozzeveri), Pescia (frazioni collinari oggi comprese nell'Arcidiocesi di Lucca), Montecarlo e Viareggio. L'area in questione si presenta piuttosto uniforme sotto il profilo dialettale e della cultura materiale.

## Geografia fisica
A livello fisico la pianura si estende ben oltre la Lucchesia e va a comprendere aree con ben altre caratteristiche dialettali e culturali rispetto a quelle prettamente lucchesi.
La Piana di Lucca è delimitata:
- ad ovest e a sud-ovest dalla piccola catena subappenninica del Monte Pisano (altitudine massima 917 metri s.l.m.), che separa la Provincia di Lucca dalla Provincia di Pisa;
- a nord dalle propaggini sudorientali delle Alpi Apuane e dal gruppo montuoso dell'Appennino Tosco-Emiliano denominato Altopiano delle Pizzorne;
- a est dal massiccio collinare del Montalbano;
- a sud-est dalle modestissime alture delle Cerbaie, che separano la Provincia di Lucca da quella di Firenze e dal Val d'Arno Inferiore;
- a ovest dai Monti d'Oltre Serchio che separano la piana dalla Versilia

L'area è un immenso deposito alluvionale che si creò con i detriti trasportati dai torrenti che scendono dalle vicine alture e dal Serchio; accoglie le acque del Serchio al limitare dei Colli Apuani, accompagnandole verso il mare in direzione di Nozzano e Ripafratta.
L'area comprende per intero il comune di Lucca e in parte quelli di Capannori, Porcari, Altopascio, Montecarlo, Villa Basilica e Pescaglia. Ne appartiene parzialmente l'area della Valdinievole che include parte dei territori comunali della confinante Provincia di Pistoia (Buggiano, Chiesina Uzzanese, Massa e Cozzile, Montecatini Terme, Monsummano Terme, Pescia, Pieve a Nievole, Ponte Buggianese, Larciano, Lamporecchio e Uzzano). Rientrano nella Piana di Lucca anche parte dei comuni di Bientina e Castelfranco di Sotto, che si trovano nell'estremità nord-orientale della Provincia di Pisa, e parte del comune di Fucecchio, che si trova all'estremo lembo occidentale della Provincia di Firenze.

### Clima
Pur rientrando tra i climi mediterranei quello della Piana di Lucca è caratterizzato da minimi invernali frequentemente sotto lo zero e estate calde e afose, solamente da un mese con siccità estiva, in media poco prolungata. Si riscontrano infatti caratteri di continentalità a causa delle elevate escursioni termiche sia giornaliere che annue. Secondo la classificazione dei climi di koppen appartiene al gruppo "Csa" tendente al "Cfsa" in alcune zone più interne a ridosso dei monti e in bassa collina: è caldo e afoso d'estate con giorni di calura che si avvicinano ai 40 °C, mentre è freddo e rigido durante l'inverno con giorni di gelo, soprattutto nelle campagne circostanti alla città dove in qualunque stagione in caso di bel tempo si registrano temperature minime inferiori anche di qualche grado, spesso a causa della forte inversione termica e per l'elevato tasso di umidità; sono invece rarissimi i giorni di ghiaccio. Nel periodo invernale (non da escludere) si hanno precipitazioni nevose (anche se spesso con accumuli scarsi o addirittura nulli), mentre in piena estate le scarse precipitazioni si hanno sotto forma di temporali. Nelle aree alto collinari della Lucchesia il clima è invece sub-mediterraneo temperato "Cfsb", mentre nella piccola porzione montana è da definirsi oceanico "Cfb". Nel periodo invernale, oltre i 400 metri s.l.m., la neve non è rara anche se non ha molta permanenza al suolo, dato che i monti del territorio comunale sono tutti inferiori a mille metri di altezza. La media nivometrica varia tra i 5 cm e i 60 cm circa in base all'esposizione e all'altitudine. Le direzioni prevalenti dei venti sono di levante tra settembre ed aprile e ponente tra maggio ed agosto.

### Ambiente
Nella Piana di Lucca si coltivano cereali e pioppi in pianura, mentre viti e ulivi in collina. I boschi, sia in base all'altitudine che all'esposizione, sono occupati da varietà di piante, tipiche tra la sottozona media del lauretum di 2º tipo alla sottozona fredda del Fagetum in corrispondenza dei principali rilievi. Negli ultimi anni il clima permette all'ulivo la sua sopravvivenza e il ciclo di fruttificazione completa dal piano basale fino ad una quota media massima compresa tra 450 e i 550 metri s.l.m. in base all'esposizione e ai microclimi.

### Geologia

Carta Geologica della Piana di Lucca con legenda

La Piana di Lucca si formò a partire dal Miocene a causa dei movimenti delle placche tettoniche che comprendevano l'Appennino Settentrionale.
L'area di depressione formatasi a Sud dell'Appenino Tosco-Emiliano (ovvero l'odierna Piana di Lucca) rappresenta il prolungamento della valle del Serchio in direzione sud-est. Attualmente è caratterizzata da due zone ben distinte tra di loro dal punto di vista geografico e geologico, ovvero la Piana di Lucca e la Piana di Pescia – Valdinievole, separate dalle zone collinari di Montecarlo.
La depressione è caratterizzata da depositi di ambiente salmastro nella zona sud-est, dove si trovano le Cerbaie, mentre la parte settentrionale presenta sedimenti di ambiente lacustre, databili tra la fine del Pliocene e l'inizio del Pleistocene Inferiore (5-6 milioni di anni fa). Sempre nello stesso periodo, si ipotizza l'esistenza di un vasto bacino lacustre localizzato in una zona compresa tra l'area pedemontana appenninica a nord, il Monte Albano ad est, il gruppo dei Monti Pisani ad ovest e le colline tra Calcinaia e Vinci: ciò è confermato dalla presenza, nelle zone marginali della Piana (Montecarlo), di depositi lacustri costituiti da materiali fini e argillosi, oltre a materiali più grossolani come sabbie, conglomerati rocciosi e ciottoli.
I conglomerati ciottolosi e sabbiosi della zona delle Cerbaie e di Altopascio, tipici di un ambiente fluvio deltizio piuttosto che di un ambiente lacustre, fanno ritenere che la Piana di Lucca, nel Pleistocene, sia stata interessata da diverse azioni geologiche, quali sollevamento tettonico e cicli differenziati di erosione e sedimentazione.
I mutamenti geologici, tra i quali l'innalzamento dei rilievi collinari presenti tra Montecarlo, le Cerbaie e Altopascio, condizionarono il sistema idrografico della Piana di Lucca, in tempi successivi portarono allo stato attuale dell'idrografia locale.
Infatti nell'interfase tra le due glaciazioni di Würm il Serchio attraversava la Piana di Lucca da nord a sud, dividendola praticamente a metà, e continuava il suo percorso fino ai pressi di Calcinaia per poi immettersi nell'Arno. A causa dell'innalzamento del letto dell'Arno, il Serchio si ritirò progressivamente fino a colmare la Piana di Lucca, lasciando così nell'area di Bientina, dove prima scorreva, ristagni e impaludamenti.
Il Serchio si divise così in due rami minori (Auser e Auserclo): l'Auserclo, ramo con direzione sud-ovest, riuscì a sfondare gli ostacoli naturali tra Ripafratta e i Monti D'Oltre Serchio e creare un nuovo percorso fluviale per poi sfociare nei pressi di Migliarino; l'Auser corrispondeva con l'antico percorso del Serchio, ovvero quello che si immetteva nel fiume Arno.
In tempi storici (dal VII al XVI secolo) tutti i rami del Serchio vennero arginati e regimati dando al fiume così il suo aspetto attuale. L'area di Bientina e le zone circostanti maggiormente soggette agli impaludamenti e ai ristagni furono successivamente bonificate e drenate creando una serie di canali dagli alvei abbandonati del Serchio, come il ramo denominato Auser.

## Geografia antropica
Dal punto di vista geografico la Piana di Lucca comprende, per intero o parzialmente, i territori di 20 Comuni e 4 Province:
- Provincia di Lucca:

Lucca
Capannori
Altopascio
Montecarlo
Pescaglia
Porcari
Villa Basilica
Massarosa
Camaiore
- Provincia di Pistoia:

Buggiano
Chiesina Uzzanese
Massa e Cozzile
Uzzano
Monsummano Terme
Montecatini Terme
Pescia
Ponte Buggianese
- Provincia di Pisa:

Bientina
Castelfranco di Sotto
- Provincia di Firenze:

Fucecchio

## Storia

### Dalla Preistoria agli Etruschi
L'uomo di Neanderthal apparve nella Piana di Lucca all'incirca 50 000 anni fa e si insediò in una zona emersa della Piana ricca di flora e fauna, soprattutto lungo i corsi dei fiumi, dei laghi e nelle coste, luoghi ritenuti idonei per vivere e cacciare. I primi ritrovamenti, databili attorno a 40 000-50 000 anni fa, consistono prevalentemente in attrezzature adatte all'uso quotidiano di selce e diaspro lavorati in maniera più o meno accurate. Le stazioni di ritrovamento di questi reperti sono: la Grotta dell'Onda e la Buca della Iena a Camaiore e la Grotta del Gosto nella montagna di Cetona.
In un arco di tempo che si aggira attorno ai 10 000 anni, tra i 40 000 e 30 000 anni fa, a causa delle vicissitudini geologiche che si susseguirono nella Piana di Lucca e causarono cambiamenti di clima, flora e fauna, si insediò in zona l'Homo sapiens sapiens. A differenza degli insediamenti dell'uomo di Neanderthal, i luoghi scelti per vivere dall'Homo sapiens sapiens assunsero un carattere per lo più temporaneo: durante la stagione estiva gli accampamenti furono installati nelle zone più aperte come Massaciuccoli, mentre in inverno gli accampamenti si trovavano in zone più protette come le grotte lungo la Valle del Serchio.
Tra i 18 000 e i 12 000 anni fa ci furono grandi spostamenti e insediamenti di più popoli tutti nella stessa lingua di terra compresa tra la Liguria, la Versilia, la Valle del Serchio e la Piana di Lucca, in maggioranza lungo le zone fluviali. I primi spostamenti nell'entroterra, 12 000 anni fa, furono causati probabilmente dalla ricerca di cibo e le zone più popolate svilupparono l'industria litica come dimostrano i ritrovamenti all'Isola Santa in Garfagnana.
Tutti questi spostamenti si susseguirono durante il Mesolitico finché, con l'avvento del Neolitico, 7 000 anni fa, si presentarono grandi rivoluzioni tecniche, sociali ed economiche: si migliorarono le tecniche di lavorazione della pietra, nacquero agricoltura, allevamento e arte vasaria, sorsero i primi villaggi e si sviluppò un commercio embrionale. La Piana di Lucca è priva di materiali risalenti a quell'epoca: le uniche tracce sono le ceramiche rinvenute nella Buca delle Fate di Cardoso, le ceramiche e l'industria su ossidiana (roccia magmatica trasportata dalle Isole Eolie) rinvenute nella Grotta dell'Onda a Camaiore.
In seguito alla scoperta del rame, vere e proprie ondate di esploratori percorsero il Mediterraneo alla ricerca di miniere di rame. Anche la Piana di Lucca fu interessata dagli itinerari dei primi minatori, forse per la presenza di minerali d'argento e di rame di ottima qualità. Resta il fatto che la Piana continuò a rimanere isolata dal punto di vista culturale, anche se tra questa e la Versilia non esistono barriere insormontabili per i gruppi umani. In base ai reperti ritrovati, non ci sono differenze culturali tra i popoli che si stabilirono in queste zone: gli stessi elementi decorativi si trovano sia nella Spelonca di Maggiano, sia nella Grotta dell'Onda a Camaiore, sia nello Spacco delle Monete di Vecchiano.
L'Età del bronzo, al contrario dell'Età del rame, è scarsamente documentata sia nella Piana di Lucca che nelle zone circostanti come Versilia, all'epoca considerate zona di passaggio verso i luoghi più ricchi.
Un'impronta importante nella storia della Piana fu lasciata dai Liguri, insediatisi tra il VIII e il VI secolo a.C. L'esempio più importante nell'area di Lucca lasciato dai Liguri è la serie di tombe in muratura ritrovate a Minucciano, databili attorno al V secolo a.C. La lunga permanenza dei Liguri nella Piana è confermata dalla ripetizione degli stessi temi riportati negli schemi sepolcrali: ciò dimostra un'autonomia culturale ben definita che distingueva i Liguri dagli altri popoli dei territori limitrofi. La vita di questo popolo si basava prevalentemente sull'agricoltura, sulla pastorizia e, a partire dal V secolo a.C., sugli scambi commerciali con gli Etruschi e i popoli dell'Italia Settentrionale e tirrenica. L'unitarietà e l'omogeneità dei Liguri si concretizzava nell'arte sepolcrale: gli elementi caratteristici delle decorazioni funerarie erano l'uso della cassetta litica e di uno o più ossari in ceramica grossolana, vasi di accessori e altri oggetti rituali, sempre presenti nelle sepolture liguri rinvenute nella Piana di Lucca. Col susseguirsi dei secoli e anche per gli scambi commerciali, i Liguri divennero un popolo più aperto agli scambi culturali: l'arte sepolcrale mutò in maniera rapida ed immediata a causa delle influenze degli Etruschi e dei Romani.
La vicenda degli Etruschi nella Piana di Lucca è alquanto complicata e piena di dubbi: si pensa che siano giunti soltanto attraverso modesti influssi commerciali, oppure si pensa che la loro presenza fosse massiccia, come suggeriscono alcuni ritrovamenti nella Piana (necropoli di Ponte a Moriano del III secolo a.C.) e nella fascia costiera (villaggio palafitticolo di Campo Casali a Massaciuccoli, VI secolo a.C.).
La Piana di Lucca, prima della conquista dei Romani, cioè tra il V e il III secolo a.C., fu influenzata da una sorta di melting pot culturale tra gli Etruschi, popolo più moderno e tecnologico rispetto ai Liguri, popolo più arcaico.
Questa coesistenza culturale è confermata dalla presenza, nella fascia costiera, di necropoli liguri come quella di Pietrasanta ed etrusche come quella di Querceta. La convivenza tra questi due popoli non fu sempre pacifica, anzi ci furono scontri bellici per il monopolio del commercio del ferro, che dall'Isola d'Elba giungeva nella Piana di Lucca per essere lavorato, come dimostrano i reperti di Bientina, San Lorenzo a Vaccoli e Ponte a Moriano.

### Dai Romani ad oggi
La Piana di Lucca venne conquistata dai Romani nel 180 a.C. durante la guerra contro i Liguri Apuani e fu costituita in colonia latina. In epoca romana, dopo la fondazione della colonia di Luca (180 a.C.), la pianura circostante la città entrò a far parte del suo territorio amministrativo, anche se non è dato sapere quali fossero gli esatti limiti orientali della giurisdizione lucchese.
Tra il VI e il IX secolo d. C. la Piana di Lucca fu territorio di conquiste da parte di diversi popoli, tra cui i Longobardi che istituirono un ducato, e i Franchi guidati da Carlo Magno.Durante il periodo longobardo tutta la pianura ricadde nel territorio del potente Ducato di Lucca, il quale si estendeva dal Valdarno (San Miniato) alla Val di Vara, in Lunigiana. La stessa unità politica amministrativa si mantenne inalterata fino all'epoca comunale, quando iniziarono le lotte tra Lucca e Pisa e successivamente tra Lucca, Pisa e Firenze, per il predominio su aree chiave come Altopascio, la Val di Nievole e il Ponte a Cappiano. In questo periodo, la piana non era altro che un'enorme palude che se estendeva su tutta l'area a est della città. dato che le paludi erano incredibilmente popolate da zanzare, i contadini e i modesti commercianti, per non contrarre malattie come malaria, si spostarono nella città aumentando di conseguenza la popolazione (questo processo avvenne un po' in tutte le città italiane) e spianando quindi la strada a epidemie di peste. L'intera pianura rimase comunque prevalentemente in mano del Comune di Lucca fino al collasso della Signoria di Castruccio Castracani, ovvero circa al 1330.
A quel punto le truppe fiorentine penetrarono stabilmente in Val di Nievole e nel giro di un secolo e mezzo questa porzione della pianura fu annessa allo stato di Firenze che si sarebbe evoluto nello stato regionale toscano. Lucca restava una repubblica indipendente ed iniziava un lungo percorso autonomo che l'avrebbe vista progressivamente assumere una coscienza di sé profondamente antigranducale se non, addirittura, antitoscana. Quindi, dalla metà del XV secolo, i confini della Lucchesia storica si delinearono in modo chiaro, andando essa a comprendere gli odierni comuni di Lucca, Capannori, Porcari, Villa Basilica e le frazioni di Badia a Pozzeveri (oggi comune di Altopascio), Collodi, Veneri, Pontito, Stiappa, Medicina, Fibbialla e San Quirico (oggi nel Comune di Pescia), San Martino in Freddana, Torcigliano, Monsagrati, Fiano e Loppeglia (oggi nel Comune di Pescaglia), Orbicciano, Fibbiano, Valpromaro, Migliano, Gombitelli, Montemagno, Fibbialla (oggi nel Comune di Camaiore), Gualdo e Montigiano (oggi nel Comune di Massarosa). I confini sarebbero rimasti immutati fino all'ottobre del 1847, quando il Ducato di Lucca venne annesso dalla Toscana. Il Granducato provvide infatti prima a creare la Prefettura di Lucca e successivamente il Compartimento Lucchese, che si compose del territorio del vecchio Ducato, cui furono aggiunte Pietrasanta e la Versilia Storica, Barga e la Val di Nievole a Ovest di Monsummano.

## Monumenti e luoghi d'interesse

### Le Ville della Piana di Lucca

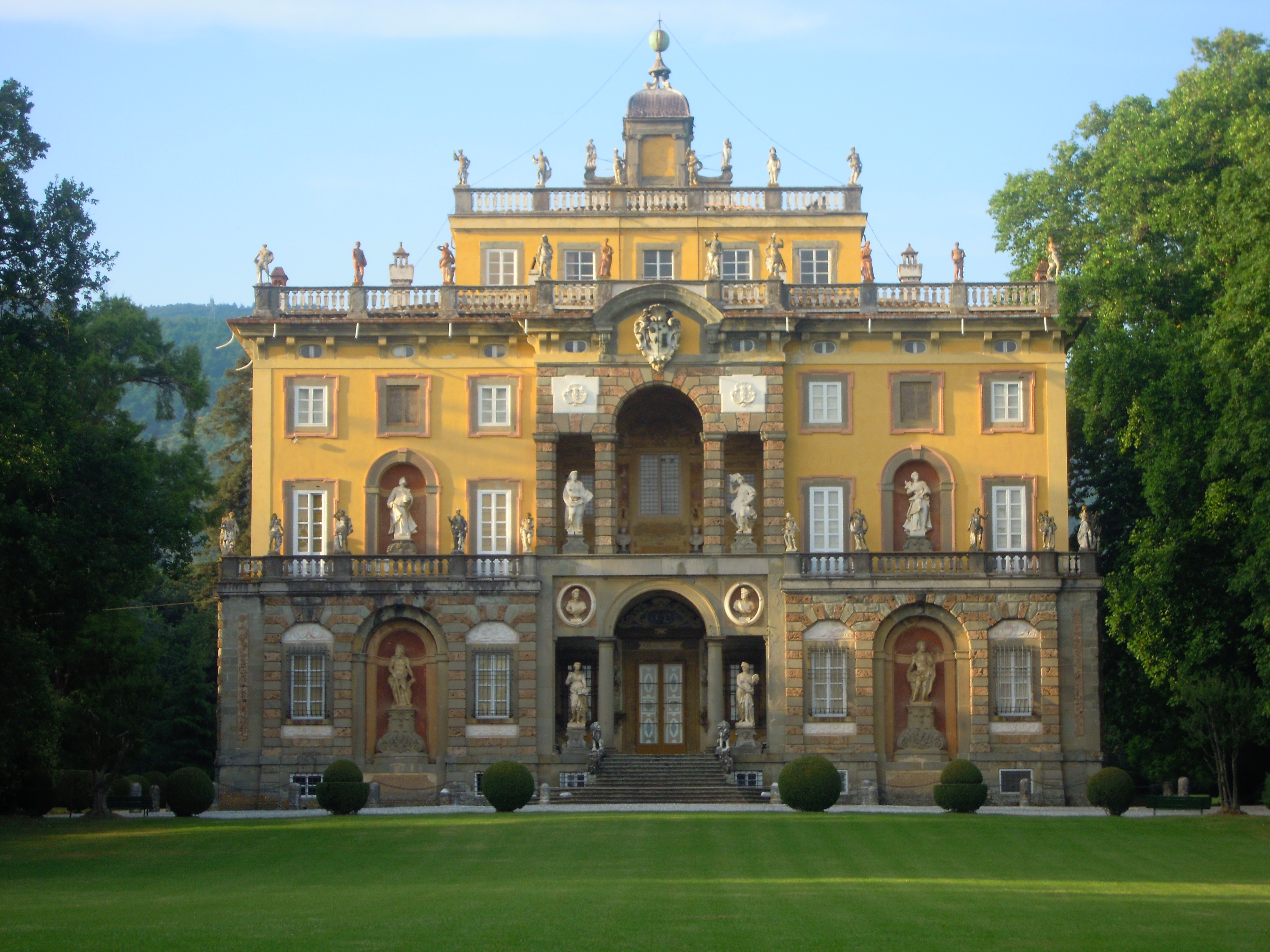
Villa Torrigiani a Camigliano

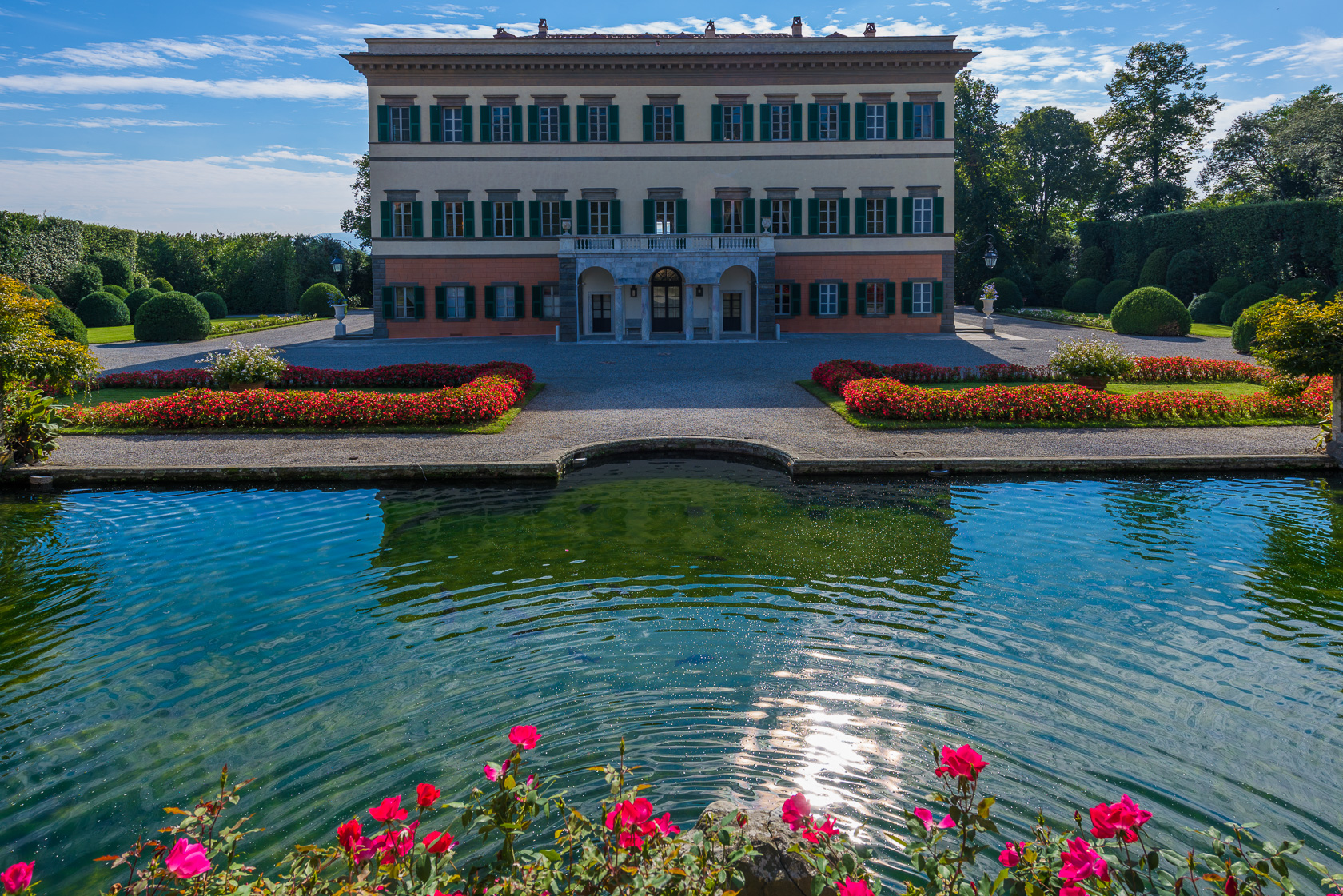
Villa Reale a Marlia

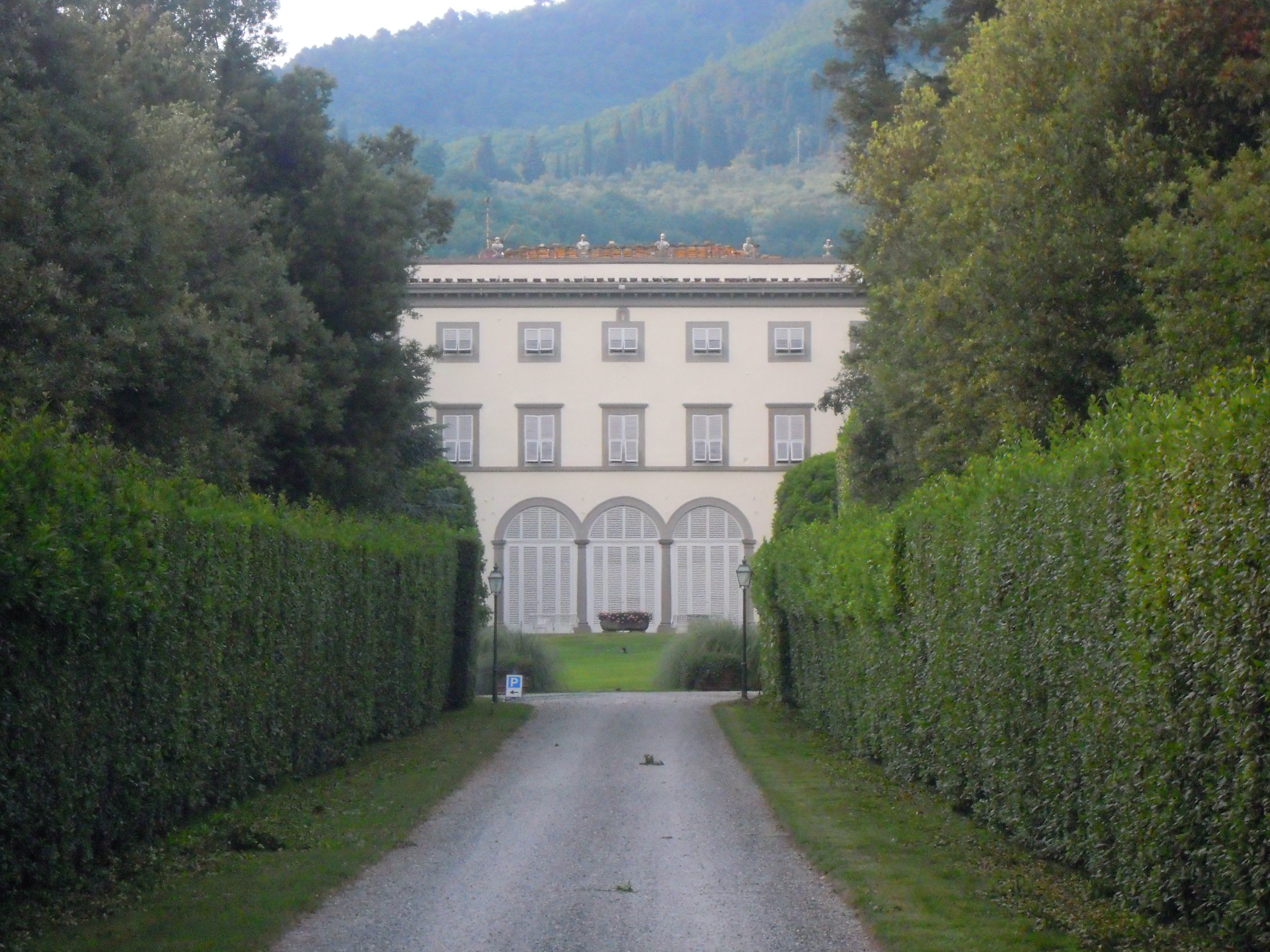
Villa Grabau a San Pancrazio di Marlia

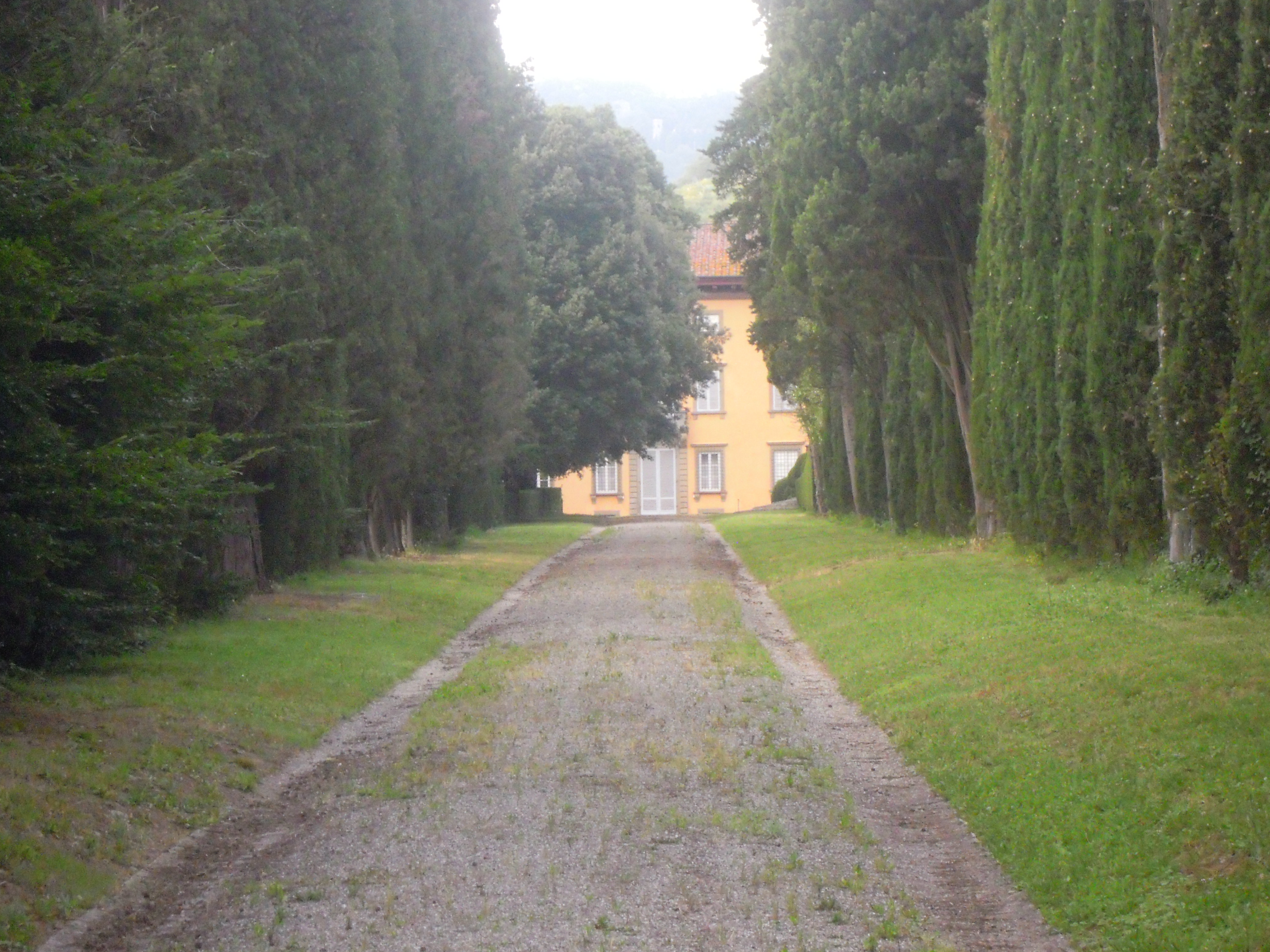
Villa Oliva a San Pancrazio di Marlia

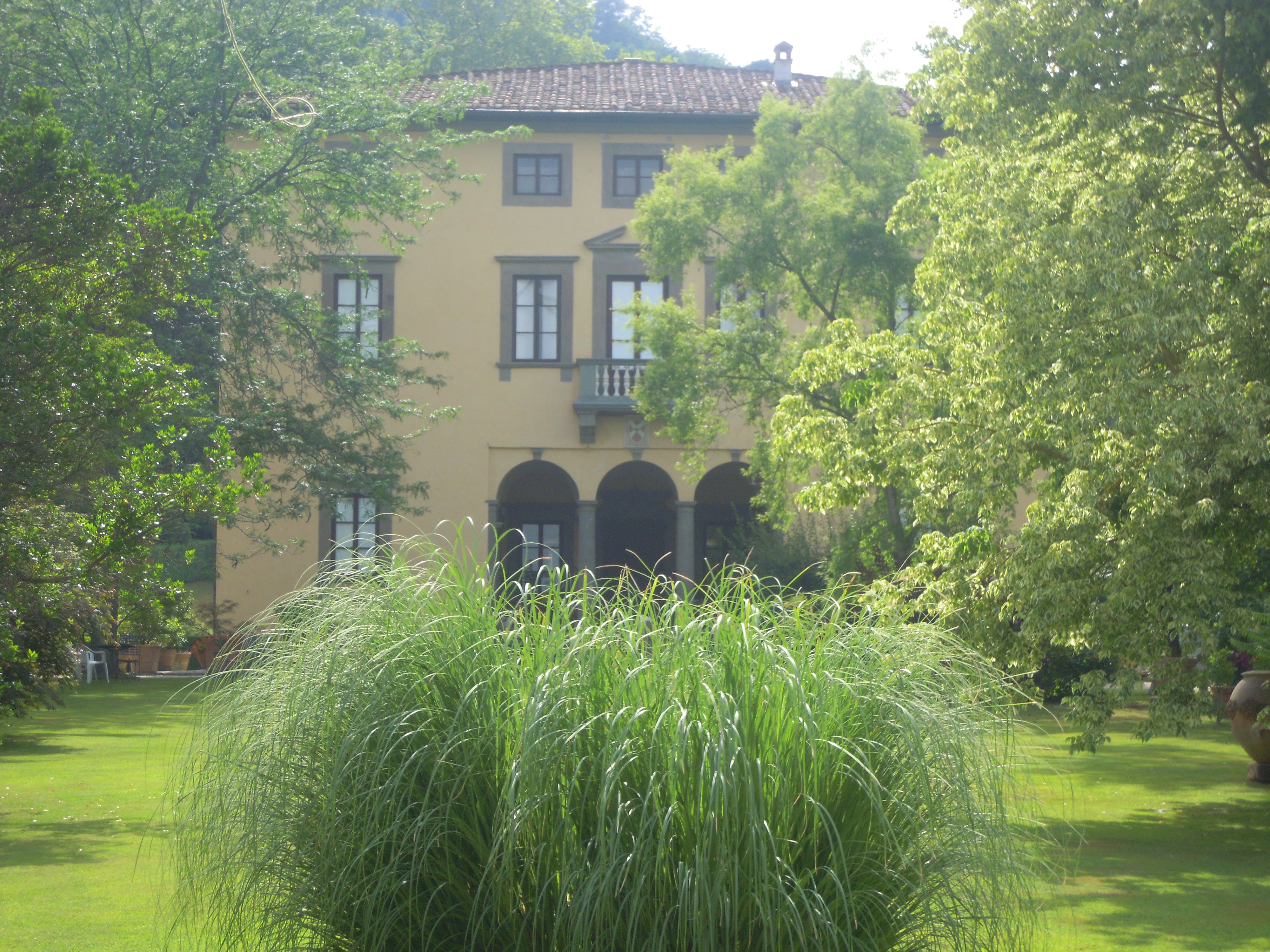
Villa Bernardini a Vicopelago

Dal punto di vista storico-artistico sono di notevole valore, per la loro bellezza e ricchezza artistica, le numerose Ville sparse nella periferia di Lucca, circondate da suggestivi giardini con giochi d'acqua. Nel XVI secolo si affermò la tipologia di un edificio compatto di due o tre piani organizzato simmetricamente intorno ad una sala centrale molto grande. Nel Seicento e nel Settecento, si sviluppò un maggior gusto decorativo delle facciate con elementi scultorei, pur mantenendo la medesima tipologia strutturale, mentre i giardini diventavano parte integrante degli elementi decorativi grazie all'inserimento di architetture verdi e giochi d'acqua.
Villa Torrigiani a Camigliano è il maggiore esempio meglio conservato di villa barocca presente nella Piana di Lucca. Preceduta da quasi un chilometro di viale con cipressi secolari, originariamente era una villa appartenente alla famiglia Buonvisi. Nel Seicento, fu acquistata da Nicolao Santini, ambasciatore della Repubblica di Lucca presso la corte di Luigi XIV di Francia (per questo è conosciuta anche come la Piccola Parigi), e fu ristrutturata nelle sue forme attuali.
Villa Mansi a Segromigno fu ristrutturata per la prima volta dall'architetto urbinate Muzio Oddi, su commissione della famiglia Cenami. Venne acquistata nel 1675 dai Mansi, che promossero il rimodernamento della facciata e il rifacimento del giardino, lavori affidati rispettivamente a Giovan Francesco Giusti e Filippo Juvarra.
La Villa Reale di Marlia, originariamente di appartenenza della famiglia Buonvisi, fu acquistata e restaurata dalla famiglia Orsetti nella metà del Seicento; fu poi venduta ad Elisa Bonaparte Baciocchi che la trasformò nella sua forma attuale con le forme neoclassiche e ampliando il giardino, pur rispettando l'originaria impronta barocca.
Le altre ville lucchesi meglio conosciute sono Villa Oliva e Villa Grabau a San Pancrazio di Marlia e Villa Bernardini a Vicopelago.

### Altri monumenti della Piana di Lucca
Procedendo verso l'interno della Piana, il primo comune che si incontra venendo da Lucca è Capannori, uno dei comuni agricoli più estesi d'Italia. Del patrimonio artistico di questo territorio fanno parte chiese di origine romanica come San Giusto di Marlia, San Quirico in Petroio, San Cristoforo di Lammari con la Pietà del Cristo di Matteo Civitali, il Santuario della Madonna del Carmine con gli affreschi di Virgilio Carmignani e Pietro Nerici, la Chiesa di Santa Margherita del XII secolo nell'omonima località e la Chiesa dei SS. Quirico e Giuditta a Capannori.
Seguendo il percorso della Via Francigena e proseguendo verso Ovest, dopo Capannori, si incontra Porcari, piccolo centro abitato che si situa ai piedi della collina dove anticamente si trovava il castello feudale. Al posto del Castello di Porcari, nella stessa collina, oggi si trova la Chiesa di San Giusto costruita nel 1745. La facciata ed il campanile della Chiesa in stile neogotico furono ultimati nella seconda età del XIX secolo con gli affreschi e le decorazioni del pittore Michele Marcucci. Sempre a Porcari si trova la Chiesa di Rughi, nota per una tavola del XV secolo raffigurante la Madonna in Trono fra Santi.

Proseguendo verso Nord-Est lungo il crinale che separa la Piana di Lucca dalla Val di Nievole, si trova il Comune di Montecarlo, borgo medioevale fondato nel 1333 per accogliere la popolazione dell'antica comunità di Vivinaia, località distrutta dai fiorentini nel 1331. Montecarlo fu conquistato dai fiorentini nel 1437. La Fortezza del Cerruglio con la sua Rocca e l'antico torrione furono edificati nel XIV secolo. Nella via principale sorge la Collegiata di Sant'Andrea caratterizzata dal possente campanile in stile neogotico; all'interno di essa si trova l'affresco della Madonna del Soccorso, opera della fine del XIV secolo.

Nell'estremità Sud orientale della Piana di Lucca si trova Altopascio, comune di origine medioevale legato alla storia dell'Ospedale dei Cavalieri del Tau, ordine religioso risalente a prima del 1100, che nel Medio Evo offriva accoglienza e protezione ai pellegrini in transito lungo la Via Francigena alla volta di Roma. La Chiesa di San Jacopo del XII secolo conserva ancora la sua facciata originale, le loggette cieche bicrome e il possente campanile merlato risalente alla seconda metà del XIII secolo, dalla cui sommità la campana degli smarriti aiutava i pellegrini ad orientarsi nelle ore notturne. Questa chiesa fu modificata in gran parte nel XIX secolo.

In direzione opposta, a 20 chilometri da Lucca, si trova il comune di Pescaglia. Di questo comune fanno parte Monsagrati, nella quale sorge la Pieve di San Giovanni Battista (edificio romanico del XII secolo), e Celle Puccini, centro che ha preso il nome dal compositore Giacomo Puccini, poiché la sua famiglia soleva trascorrere il periodo estivo in un edificio del XVI secolo, ora diventato un museo.
Ultimo comune della Piana di Lucca, per numero di abitanti e per distanza da Lucca, Villa Basilica è un centro di origini medioevali, come dimostrano le sue architetture, celebre nel Medio Evo per la fabbricazione di armi e la lavorazione del ferro. Già dal Trecento diventò un importante centro di produzione cartaria per l'abbondanza di acque nella zona. Qui si trova la Pieve di Santa Maria Assunta, edificio romanico risalente al XII-XIII secolo costruito interamente in pietra arenaria: all'interno della Pieve sono conservati frammenti di sculture medioevali e un Crocifisso su tavola di Berlinghiero risalente al XIII secolo.
La zona più Settentrionale della Piana è chiamata Brancoleria e si trova lungo la SS12 del Brennero passata Ponte a Moriano. È una zona che si trova ai piedi delle Pizzorne, ricca di boschi e terrazzamenti coltivati. Gli edifici più significativi di questa zona della Lucchesìa sono la Pieve di San Giorgio a Brancoli, San Lorenzo in Corte di Brancoli e Santa Maria in Piazza, tutti edifici romanici risalenti all'XI-XII secolo.
A 20 chilometri ad Ovest di Lucca, c'è Pescia, capoluogo della Val di Nievole; è una città che è legata tuttora alle sue origini medioevali con il suo Castello, l'antica Pieve di Santa Maria oggi cattedrale di Pescia e il Palazzo Comunale, edifici risalenti al XIII-XIV secolo. Nelle colline sovrastanti Pescia sorge Collodi, paesino risalente a prima del XII secolo nato come villaggio militare e celebre in tutto il mondo perché legato all'immagine di Carlo Lorenzini, detto Collodi, autore delle Avventure di Pinocchio. In questo paesino si possono ammirare il Castello di Collodi del XII secolo, le architetture barocche di Villa Garzoni con il suo Giardino (che include la moderna casa delle farfalle) del Seicento, la Chiesa romanica di San Bartolomeo e il Parco tematico di Pinocchio costruito del 1951, area di svago che ripropone le ambientazioni del celebre romanzo.

### Le Corti della Piana di Lucca
Nella Piana di Lucca è possibile imbattersi in piccoli agglomerati di case che hanno origini legate alla vita rurale e povera. Questo tipo di luogo viene chiamato corte lucchese e nella Piana di Lucca, a partire dal XIII-XIV secolo, svolgeva un ruolo fondamentale per le diverse attività economiche della vita contadina. Corte deriva dal latino cohors, chors, cors che per i Romani indicava l'aia della villa o della fattoria e dalla parola medioevale curtis che indicava un insieme di edifici e di territori adiacenti ad una proprietà rurale.
Queste corti vennero all'inizio a formarsi soprattutto attorno alle chiese e alle ville dei nobili poiché le istituzioni ecclesiastiche e i più ricchi nel Medio Evo erano i proprietari dei terreni agricoli. Ciascuna corte era indipendente dalle altre circostanti con differenze sostanziali dal punto di vista socio-economico: la loro ricchezza si basava sull'agricoltura e su una fitta rete di scambi commerciali dei loro prodotti. Proprio per i commerci che causarono debiti alle istituzioni ecclesiastiche e ai nobili che dovevano cedere i loro terreni ai commercianti borghesi e il conseguente spezzettamento delle proprietà, le corti diventarono da villaggi legati alla parrocchia a villaggi legati alle proprietà rurali dei borghesi.
Le corti della Piana di Lucca sono diverse dai cascinali che caratterizzano le campagne della Pianura Padana. L'insediamento a corte era l'elemento strutturale predominante nella Piana e rispetto ai cascinali dell'Italia Settentrionale traeva molti profitti maggiori per chi ci abitava per esempio ad ogni corte corrispondeva un unico pozzo, si creava una maggiore protezione e anche un senso di collaborazione e di aiuto. La struttura di una corte non era di tipo chiuso, anzi si lasciava un terreno non coltivato circostante lasciato libero per poter accogliere nuove costruzioni oltre ad un'apertura simbolo di disponibilità ad accogliere i vicini.
Gli elementi tipici della corte consistevano in uno schieramento rivolto a Sud di abitazioni, l'aia (lo spazio interno aperto), le stalle, i fienili (rustici) paralleli alla strada alla quale si poteva accedere attraverso pochi passaggi coperti, sovrastati dai callari, ovvero una struttura che fungeva da abitazione, fienile o deposito degli arnesi di lavoro. Inoltre decorazioni architettoniche di carattere strettamente religioso come edicole e piccole cappelle rappresentanti figure sacre venivano poste all'interno delle corti.
La vita quotidiana nella Corte consisteva nella coltivazione di cereali, fagioli, patate, verdure di ogni genere in pianura, mentre nella Corte in collina si coltivavano gli oliveti e i castagni: tutti prodotti che alla fine venivano venduti al mercato della città.
Una località famosa per contenere al suo interno molte corti è Tassignano.

## Economia
Nella Piana di Lucca i settori che dominano sono l'industria e il settore dei servizi, oltre al turismo sempre con valori costanti per il flusso di stranieri: il commercio è il settore di maggior peso in termini di numerosità d'imprese, seguito dalle imprese manifatturiere che importano ed esportano i diversi prodotti dell'industria lucchese.
Alcune attività sono considerate tradizionali della zona e affondano le loro radici sin dal Medio Evo come il settore cartario (presente nella Piana di Lucca fin dal XIV secolo), il settore lapideo (sviluppatosi per l'enorme quantità di cave nella zona) con l'estrazione del marmo dalle Alpi Apuane, il settore calzaturiero, il settore della lavorazione dei metalli, l'industria meccanica che predilige soprattutto il comparto della produzione di macchine per le cartiere. Ambiti secondari, ma pur sempre importante per l'economia e l'industria lucchese sono il settore tessile e l'industria alimentare.
Uno dei settori che riveste maggiore importanza nella Piana di Lucca è il turismo, soprattutto da parte degli stranieri, attirati dal patrimonio artistico presente nella zona come le Ville Lucchesi, i monumenti dei centri minori oltre a quella della città di Lucca. Il turismo, che si è sviluppato in Lucchesìa negli ultimi anni anche per l'attivazione di numerose iniziative tra cui il Lucca Comics, il Lucca Summer Festival e le sagre locali, è caratterizzato dal fatto che ha raggiunto tassi di incremento economico costanti e superiori al settore dell'industria manifatturiera.
Un altro settore che ha un ruolo fondamentale nell'economia locale è l'artigianato che conta tra piccole, medie e grandi imprese il 73% del numero totale delle imprese. Tutti i settori considerati tradizionali come il settore cartario, lapideo, calzaturiero e meccanico hanno dei tassi di incremento economico inferiori rispetto alla media regionale.

## Problematiche ambientali
La forte presenza di attività e complessi industriali nella Piana di Lucca, come si può notare lungo la A11 Firenze Mare, crea disagi sulle dinamiche socio-ambientali della natura fisica del territorio con elevati quantitativi di inquinamento: la presenza di cartiere nella zona di Lucca crea un forte stress ambientale causato dai fanghi espulsi, dalle emissioni, dal prelievo idrico e dai rischi di incidente industriale. A questi fattori venga aggiunto il peso del trasporto su gomma lungo le autostrade e le strade statali. Oltre a ciò nella piana sono presenti centri abitati di notevoli dimensioni (la stessa città di Lucca, Capannori, Montecatini, Altopascio, Pistoia, ma anche Viareggio) che sia per le abitazioni, sia per le industrie, varie attività e traffico stradale producono elevati livelli di smog.
La qualità dell'aria è la peggiore della regione è uno dei luoghi più inquinati d'Italia e il livello di consumo di suolo è superiore alla media toscana.

## Trasporti

### Vie di comunicazione
La Piana di Lucca fu al tempo dei Romani attraversata da vie consolari (Aurelia e Lodovica), strade che nel Medio Evo furono abbandonate o sostituite da percorsi di maggiore importanza (via Francigena) come quelle del Compitese (via di Lucca), di Altopascio (via Romana), di Capannori e Lammari (via Lombarda) e di Camaiore (via della Contesora e via Freddana).
Oggi la rete stradale nella Piana di Lucca è il risultato di una serie di innovazioni avvenute nel Dopoguerra per far fronte all'aumento del traffico nella strade principali di collegamento (via Aurelia, via Sarzanese, via Lodovica, via dell'Abetone e del Brennero, via Pesciatina, via Pisana attraverso Ripafratta, via Pisana attraverso il Foro di San Giuliano Terme e via Romana).
La Piana di Lucca è attraversata e tagliata a metà dall'autostrada A11 Firenze Mare e dalla bretella autostradale Lucca – Viareggio, che si congiunge all'autostrada A12 Livorno – Genova.
Oltre a queste infrastrutture la Piana è attraversata dalla linea ferroviaria regionale Firenze – Viareggio che si divide all'altezza di Lucca in tre vie ferroviarie: la prima prosegue per Massarosa e Viareggio, la seconda discende lungo il fiume Serchio per poi giungere a Pisa e la terza risale la Valle del Serchio verso nord, attraversando la Garfagnana, la Lunigiana e giungendo ad Aulla.

## Società

### Demografia
Analizzando i dati raccolti nei censimenti della Provincia di Lucca nel cinquantennio 1951 – 2001, l'andamento della popolazione è stato altalenante: dal 1951 al 1981 c'è stato un incremento degli abitanti pari al 3,2% (da 377 000 unità a 385 000) mentre dal 1981 al 2001 c'è stato un decremento degli abitanti pari al 3,5% (da 385 000 unità a 372 000).
In questo lasso di tempo il nucleo urbano di Lucca, rispetto alla Piana circostante, ha avuto una fase di maggiore urbanizzazione e incremento della popolazione nel trentennio 1951 – 1981, mentre la Piana ha avuto un incremento della popolazione nel ventennio successivo quando venne a crearsi un equilibrio tra il numero degli abitanti del “nucleo” urbano di Lucca e quelli della periferia con i comuni circostanti. Tuttavia non si può dire che nel ventennio 1981 – 2001 i comuni abbiano goduto di buona salute per quanto riguardava il numero di abitanti: un trend negativo si è registrato nei comuni di Pescaglia e Villa Basilica; al contrario i comuni di Altopascio, Capannori, Porcari e Montecarlo hanno avuto un boom nel numero di abitanti, favorito da un flusso migratorio di unità trasferitesi dal centro storico di Lucca alla periferia anche per una migliore vivibilità della zona.
La popolazione della Piana di Lucca è per buona parte anziana. Il tasso di mortalità dagli anni settanta e ottanta ha assunto valori superiori rispetto al tasso di natalità: il gap è stato in parte colmato dall'arrivo nella Piana di immigrati stranieri negli anni novanta. Infine, l'indice di vecchiaia, negli ultimi sessant'anni è aumentato: nel Comune di Lucca, ad esempio, nel 1951 si registravano 57 anziani ogni 100 giovani mentre nel 2001 si registravano addirittura 197 anziani ogni 100 giovani; nella Piana di Lucca la tendenza è stata uguale: nel 1951 si contavano 55 anziani ogni 100 giovani, nel 2001 invece 172 anziani ogni 100 giovani. Tutti questi dati sono superiori alla media nazionale dove l'indice di vecchiaia è di 131,38.

## Tradizioni

### Enogastronomia
La cucina lucchese è sempre stata legata alle tradizioni agricole e rustiche della Piana, simile alle altre cucine toscane, basata sulla varietà delle materie prime e dei prodotti agricoli locali, frutti di una campagna fertile e ben coltivata
Fra i primi:
- la minestra di farro
- la pasta tortellata (pasta servita con un condimento al pomodoro, bietole, ricotta e parmigiano)
- i tordelli lucchesi con ripieno e sugo di carne
- la garmugia (zuppa costituita da verdure di primavera come piselli, fave, carciofi e asparagi)
- la zuppa lucchese di magro (piatto tipico del venerdì in cui ci si asteneva dal consumo di carne e i cui ingredienti principali sono cavolo nero ed erbi, erbacce selvatiche raccolte nei prati e negli uliveti)

I secondi sono basati, come tutti i piatti della cucina toscana, su carni d'allevamento o cacciagione tra cui:
- il coniglio alla cacciatora, in umido o fritto
- i fegatelli di maiale alla garfagnina insaporiti con finocchio ed alloro

Fra i contorni possono essere citati come piatti:
- le verdure fritte
- i fagioli al fiasco o all'uccelletto

Fra i dolci si ricordano:
- il buccellato (dolce a forma di ciambella farcito con anice e uva passa)
- i cenci, dolci tipici di carnevale (nastri di pasta fritta spolverati con lo zucchero a velo)
- le frittelle di riso tipiche del giorno di San Giuseppe
- la torta d'erbi o con i becchi, bordi di pastafrolla a punte

Una particolare attenzione merita il pane di Altopascio, prodotto esportato in tutta Italia, che si conserva a lungo e viene utilizzato soprattutto per i crostini e come pane raffermo.
Prodotto principale dell'agricoltura delle colline lucchesi è l'olio extravergine d'oliva, conosciuto fin dall'antichità ed esportato in tutto il mondo per la sua ottima qualità già dal XVIII secolo. Le coltivazioni in appezzamenti di dimensioni medio – piccole sono tutelate dal marchio DOP e collocate nei classici terrazzamenti che caratterizzano il paesaggio collinare della fascia collinare attorno alla Piana di Lucca. La raccolta viene effettuata nei mesi di novembre, dicembre e gennaio a cui segue immediatamente la spremitura nei frantoi con il metodo a freddo che consente di mantenere invariate le caratteristiche più pregiate del prodotto.
Altro tipo di coltura molto diffuso nella Piana di Lucca è la vite, rappresentata da due zone di produzione DOC: le colline lucchesi (Lucca, Capannori e Altopascio) e i territori di Montecarlo e Porcari.
Fra gli antipasti tipici della tradizione si possono citare:
- i crostini misti (fettine di polenta fritta con paté di fegatini, bruschetta e fettunta)
- l'insalata di farro fredda

Tra i vini delle colline lucchesi possono essere ricordati:
- il vino rosso
- il vino bianco
- il vino Sangiovese
- il vino Merlot
- il vino Vermentino
- il vino Sauvignon
- il vin santo
- il vin santo "Occhio di pernice"

Tra i vini di Montecarlo si ricordano:
- il vino bianco
- il vino rosso
- il vin santo